# Itztlacoliuhqui

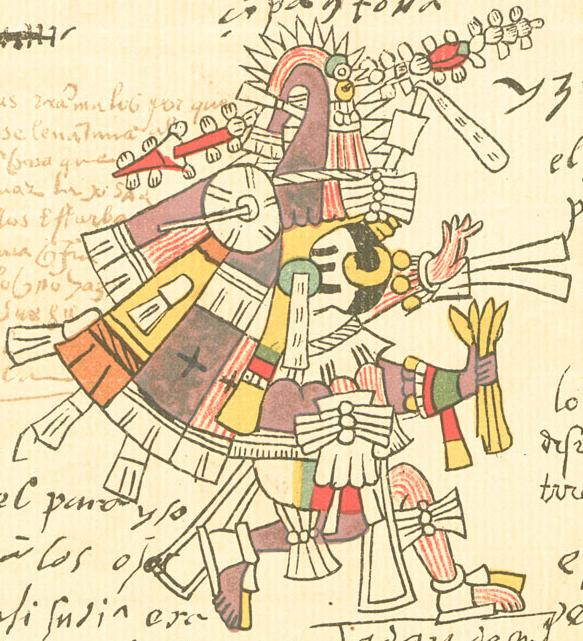
Itzcoliuhqui en el Códice Borgia.

Itzlacoliuhqui o Itzcoliuhqui (del náhuatl: Itzcoliuhqui ‘cuchillo torcido’‘; itztli, obsidiana, cuchillo de obsidiana; tla, objeto; coliuhi, torcerse’) en la mitología mexica es la personificación de la justicia, además de ser el dios de la obsidiana, señor del sacrificio, de los desastres y de los objetos con forma de cuchillos, y se relaciona especialmente con las heladas o las bajas temperaturas. También se lo identifica alternativamente con muchos dioses de otras culturas mesoamericanas, incluyendo Quetzalcóatl y Tezcatlipoca.

## Una descripción general

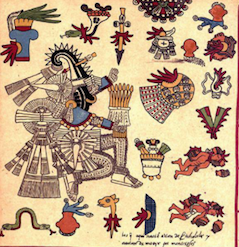
Itztlacoliuhqui en el Códice Borbónico

Itztlacoliuhqui es el dios de la escarcha en la mitología de los Mexicas. También, él es el dios del hielo, el frío, el invierno, el pecado, el castigo, y la miseria humana. Él está asociado con la noche y la obsidiana. Él es responsable para los temblores, las erupciones volcánicas, y los desastres en general. Algunos estudios dicen que literalmente, su nombre significa “Espada Curvada de Obsidiana, mientras otros expertos dicen que eso es una mala traducción. Según apunta Richard J. Andrews, su nombre significa verdaderamente que todo se ha deformado por medio de la frialdad o Planta-Asesino-Escarcha. Todavía, hay otros que piensan que su nombre significa “Él que lleva un gancho de obsidiana."
Su apariencia física, a veces incluía una venda en los ojos. Por lo tanto, un apodo suyo es “La justicia con los ojos vendados.” Esto simboliza su relación y su papel de hacer la justicia y el castigo a seres humanos y espíritus del inframundo. Sin embargo, algunos también dicen que la venda se utilizaba realmente para cubrir su frente herida desde el momento en que recibió un disparo con una flecha por el Dios del Sol (Tlahuizcalpantecuhtli). Otro aspecto de su apariencia es el concepto de cómo se incorpora la obsidiana. Algunos dicen que toda su cabeza está hecha de obsidiana con un extraño pedazo de una flecha que sobresale. En cambio, otros afirman que su cabeza consiste en un pedazo curva de sílex obsidiana.

## Leyenda de su origen
En el mito Mexica de la creación, Itztlacoliuhqui comenzó como el dios Tlahuizcalpantecuhtli, el dios de la madrugada y el planeta Venus. Tlahuizcalpantecuhtli fue un dios muy alegre y feliz. Un día, Tonatiuh, el dios del sol, demandó obediencia y sacrificios de los otros dioses antes de moverse. Pero Tlahuizcalpantecuhtli se puso muy enojado, se encargó de la situación y disparó una flecha al sol. La flecha no alcanzó hasta donde estaba Tonatiuh, y este disparó otra flecha a Tlahuizcalpantecuhtli en retribución, que penetró en su cabeza. En ese momento, Tlahuizcalpantecuhtli se convirtió en el dios de la obsidiana y el frío, que se llama Itztlacoliuhqui.  El investigador Ivan Šprajc analiza las conexiones cosmológicas y científicas entre el clima, la lluvia, y el movimiento del planeta Venus tal como influye en la celebración de la fertilidad y el cultivo del maíz en Mesoamérica; encuentra concordancias entre las representaciones de los dioses asociados con el planeta Venus en las estelas de Monte Albán, Tlatlico, y Uxmal y la lluvia observada en Copán. Algunos dicen que la flecha en realidad hizo que Tlahuizcalpantecuhtli se convirtiera en piedra, y que su nueva apariencia coincida con su personalidad helada y amarga (que complementa en gran medida su papel como portador de la justicia).

## Las conexiones a otros dioses
Itztlacoliuhqui es una parte de la trinidad sagrada de la mitología mexica. La trinidad sagrada consiste en tres partes: el nacimiento, la vida, y la muerte. Aquí se entiende que Itztlacoliuhqui representa la muerte, mientras el dios Tezcatlipoca representa el nacimiento y la vida es significada por Itzpapalotl, quien es la contrapartida femenina de Itztlacoliuhqui. También, hay una asociación directa entre Tezcatlipoca y la obsidiana.
Itztlacoliuhqui se vincula con varios dioses de otras culturas. Por ejemplo, él está relacionado con su contrapartida maya, Kisin. Kisin también está asociado con las piedras, pues hay muchas representaciones de él en los códices mayas, en los cuales se ve que él ataca a otros dioses con piedras. Kisin es el castigador del inframundo, él castiga las almas que hicieron malas obras en sus vidas. Él tiene un hierro caliente con agua fría para torturar a las almas. También tiene una lanza y un cuchillo o una antorcha. Las marcas anilladas de Kisin en estas escenas son similares de Itztlacoliuhqui-Ixquimilli en varios manuscritos de la cultura méxica.
Según apunta el misionario Bernardino de Sahagún, en el segundo libro de su Historia general de las cosas de Nueva España, también conocido como el Códice Florentino, tras su conexión con el planeta Venus el mismo dios Itztlacolihuqui se asocia con Cintéotl, dios del maíz en la mitología azteca, que corresponde a 1 Xóchtil en el calendario nahua, 1 Ahau en el calendario de los mayas yucatecos, y a 1 Hunahpú de los maya quichés.

## Atributos y simbolismo
Ya que Itztlacoliuhqui es el dios del castigo, está asociado con algunos instrumentos de justicia: una piedra y un garrote. Con el garrote los borrachos fueron golpeados hasta la muerte, y con la piedra los adúlteros fueron apedreados hasta la muerte. Además simboliza la venda en esta tradición rica, pues cabe recalcar que la venda representa la justicia y la idea que todos los seres del mundo mortal e immortal no pueden escapar el castigo. Finalmente, Itztlacoliuhqui está asociado con el pulque, bebida sagrada de la gente indígena de México que tiene un rol importante en la búsqueda espiritual.